# Țineva, Rojneativ
Țineva (în ucraineană Цінева) este o comună în raionul Rojneativ, regiunea Ivano-Frankivsk, Ucraina, formată numai din satul de reședință.

## Demografie
Componența lingvistică a comunei Țineva
     Ucraineană (99,39%)
     Alte limbi (0,6%)
Conform recensământului din 2001, majoritatea populației comunei Țineva era vorbitoare de ucraineană (99,39%), existând în minoritate și vorbitori de alte limbi.